# Robert Edmund Dickinson
Robert Edmund Dickinson (1862–1947) foi um banqueiro inglês e político do Partido Conservador.
Dickinson trabalhou no Banco Stuckey. Ele foi um Juiz de Paz de Somerset e um oficial da Somerset Imperial Yeomanry. Ele foi eleito Membro do Parlamento por Wells em 1899, como conservador, ocupando a sua cadeira até 1906; e também em 1899 foi prefeito de Bath. Ele foi um residente de The Albany de 1902 a 1910. Nas eleições gerais de janeiro de 1910, ele contestou St Pancras West sem sucesso, perdendo por pouco para o liberal Sir William Job Collins.
Em 1913, Dickinson trabalhava para o Parr's Bank, que assumiu o controle do Stuckey's Bank. Mais tarde, ele foi diretor do Westminster Bank e do Standard Bank da África do Sul.
Dickinson morreu em 1947.